# Bucculatrix perfixa
Bucculatrix perfixa là một loài bướm đêm thuộc họ Bucculatricidae. Nó được tìm thấy ở Úc.